# Сотрудничество Китая и стран Центральной и Восточной Европы
«Формат „14+1“ — это формат сотрудничества Китая и стран Центральной   и Восточной Европы: Албании, Боснии и Герцеговины, Болгарии, Хорватии, Чехии, Венгрии, Греции, Македонии, Черногории, Польши, Румынии, Сербии, Словакии и Словении. В 2019 к ним присоединилась Греция. Это сотрудничество носит преимущественно торгово-экономический и инвестиционный характер, но в то же время охватывает и вопросы взаимоотношений в области культуры, туризма, науки и образования.
Основной орган, координирующий деятельность в рамках формата — Секретариат, расположенный в Пекине. Кроме того, в каждой из 14 европейских стран-участниц есть собственный национальный координатор. К дополнительным органам, обеспечивающим сотрудничество в рамках формата, относятся так называемые „координационные центры“: Координационный центр в области логистики в Риге и Координационный центр сотрудничества в сфере культуры в Македонии.
Лидеры 14 стран-участниц регулярно собираются на ежегодные саммиты, проходящие на территории одной из стран, являющейся членом формата. Первый саммит состоялся в 2012 г. в Варшаве. На этом саммите Китай представил всеобъемлющую стратегию выстраивания отношений со странами Центральной и Восточной Европы — „12 мер Китая для поощрения дружественного сотрудничества со странами Центральной и Восточной Европы“ („China’a Twelve Measures for Promoting Friendly Cooperation with Central and Eastern European Countries“). Предложенные меры включали: создание специальной кредитной линии в размере 10 млрд долларов для финансирования инфраструктурных проектов, развития высоких технологий и „зелёной экономики“); учреждение фонда инвестиционного сотрудничества; предоставление странам Центральной и Восточной Европы 5 тысяч студенческих стипендий для обучения в Китае; интенсификацию сотрудничества в области туризма, образования и культуры; выделение Китаем 2 млрд юаней ежегодно для финансирования академических контактов между научно-исследовательскими институтами стран-участниц; проведение регулярных совместных Форумов политических лидеров и т. д.
В 2013 году лидеры глав государств встречались в Бухаресте, в 2014 г. — в Белграде, в 2015 г. — в Сучжоу, в 2016 г. — в Риге, в 2017 г. — в Будапеште, в 2018 г. — в Софии. Помимо встреч на высшем уровне, в рамках формата предусмотрены регулярно проводящиеся заседания глав правительств, Бизнес-форум, встречи национальных координаторов и совещания министров транспорта.
Взаимодействие Китая и стран Центральной и Восточной Европы принесло впечатляющие результаты. В первую очередь значительно вырос объём взаимной торговли: так, если в 2010 г. он составлял 43,9 млрд долларов, то в 2017 году он составил уже 67,98 млрд долларов. Объём китайских инвестиций в страны-участницы формата по данным на 2016 год составил 8 млрд.долларов. За счёт этих денег были реализованы масштабные инфраструктурные проекты: скоростная железная дорога Будапешт-Белград (пока на сербской территории), трасса E763 в Сербии и т. д.
Также можно говорить и о значительном прогрессе в развитии туристического взаимодействия: с 2012 по 2017 год из Китая в страны Центральной и Восточной Европы были запущены 6 новых прямых рейсов, а количество китайских туристов в этих странах выросло с 280 тысяч до 930 тысяч человек.
Бывшие страны-участницы формата:
Литва — с марта 2021 года. 
Латвия — с августа 2022 года. 
Эстония — с августа 2022 года. 

## Уникальность формата
Формат „14+1“ уникален тем, что это, по сути, единственный пример внешнеполитического взаимодействия между целой группой европейских стран и внерегиональной державой (Китаем), осуществляемого вне рамок Евросоюза. Обычно все без исключения страны-члены ЕС вырабатывают скоординированную позицию по любым ключевым вопросам внешней политики на уровне Евросовета и на уровне глав МИД. В частности, существует единый подход к проблеме санкций против России, к взаимоотношениям в рамках „Восточного партнёрства“ и так далее. Если говорить о Китае, то между Поднебесной и ЕС действует механизм „стратегического партнёрства“, предполагающий регулярные встречи на высшем уровне и продвинутое сотрудничество по широкому кругу вопросов. Формат же „14+1“ фактически предполагает взаимодействие с Китаем в обход общеевропейских внешнеполитических институтов и практик, поэтому, как отмечают исследователи Ю. Д. Жданова и И. А. Истомин, эта инициатива „объективно работает на раздробление общеевропейского пространства“ и „по сути воспроизводит опыт взаимодействия Пекина с развивающимися странами Африки и Латинской Америки“.

## Критика
Формат „14+1“ подвергается критике в Европе прежде всего потому, что, по мнению многих наблюдателей, данная инициатива направлена на разрушение единства Евросоюза в политической области. Согласно этой точке зрения, продвинутое экономическое сотрудничество стран-членов ЕС из Центральной и Восточной Европы с Китаем заставляет эти страны в той или иной степени уступать внешнеполитическому давлению Поднебесной, что подрывает сплочённость европейского интеграционного объединения и возможность выступить „единым фронтом“ в отношениях с КНР. Ярчайшим примером может служить голосование в 2016 г. в Совете ЕС по вопросу осуждения китайской активности в Южно-Китайском море: 4 страны-члена — Венгрия, Греция, Хорватия и Словения сообща заблокировали принятие итогового заявления, выдержанного в конфронтационном по отношению к Пекину тоне. Кроме того, страны Центральной и Восточной Европы неоднократно блокировали принятие заявлений, осуждающих нарушения прав человека в Китае. Именно поэтому политику КНР при реализации взаимодействия в данном формате зачастую называют „разделяй и властвуй“.
Помимо этого, имеет место очевидно неравномерное распределение выгод от наращивания экономического и инвестиционного партнёрства с Поднебесной. Наибольшую пользу из формата „14+1“ извлекают те 5 стран, которые не входят в Евросоюз: Сербия, Черногория, Албания, Босния и Герцеговина и Македония. С 2012 года за счёт китайских инвестиций в этих странах были реализованы инфраструктурные проекты на общую сумму 6 млрд.евро. В частности, были построены автострады в Сербии и Черногории, сооружён железнодорожный участок Белград-Суботица (часть магистрали Белград-Будапешт). Планируется создание угольных электростанций в Сербии и Боснии и Герцеговине. Такой активный интерес этих стран к инвестициям из КНР объясняется прежде всего тем, что эти страны ещё не вступили в Евросоюз и не могут воспользоваться его возможностями для финансирования собственных инфраструктурных потребностей. Что же касается остальных стран формата, являющихся как раз членами ЕС, то у них инвестиционное сотрудничество с Китаем развивается крайне слабо, и, как отмечает эксперт аналитического центра „СОНАР-2050“ Дмитрий Беляков, ни один из инфраструктурных проектов, предложенных Китаем, „не выходил за рамки спекуляций СМИ, политических деклараций или меморандумов“. Это связано с тем, что странам-членам Евросоюза гораздо проще и выгоднее получать льготные кредиты на реализацию инфраструктурных проектов из Брюсселя, нежели чем из Пекина.

## Факторы, препятствующие дальнейшему углублению сотрудничества в рамках формата
- Инвестиционные стандарты Евросоюза. Согласно законодательству ЕС, крупные инфраструктурные проекты могут быть реализованы только через открытые тендеры. Это противоречит привычке Китая заключать соглашения с правительствами стран-партнёров напрямую, без участия в тендере. Данное противоречие затрудняет наращивание китайских инвестиций в страны формата „14+1“: так, Еврокомиссия настояла на том, чтобы застройщик железной дороги Будапешт-Белград был бы определён путём открытого и публичного тендера, в связи с чем строительство этой магистрали на территории Венгрии до сих пор так и не начато (построен только участок на сербской территории, так как Сербия не обязана выполнять требования ЕС). Кроме того, в мае 2018 г. Европарламент постановил значительно расширить количество секторов европейской экономики, иностранные инвестиции в которые подлежат более тщательному контролю. Прежде всего это касается портов ЕС, так как за последние 10 лет доля Китая в них выросла с 1 % до 10 %.
- Экономическая политика самого Китая. Китай известен своим консервативным и монополистским подходом к инвестиционным проектам, реализуемым с его участием. В частности, если Поднебесная получает разрешение на реализацию того или иного проекта, то он осуществляется, как правило, только китайскими рабочими с использованием только китайских технологий. Если говорить о странах Центральной и Восточной Европы, это вызывает определённое раздражение политических элит и строительных компаний этих стран, так как китайские вложения не создают никаких новых рабочих мест для местного населения.